# Nymphidium trinidadi
Nymphidium trinidadi is een vlindersoort uit de familie van de prachtvlinders (Riodinidae), onderfamilie Riodininae.
Nymphidium trinidadi werd in 1999 beschreven door Callaghan.